# Kronkelheidestaartje
Kronkelheidestaartje (Cladonia subulata) is een korstmos uit de familie Cladoniaceae.

## Determinatie

### Uiterlijke kenmerken
De podetiën (takjes) zijn altijd aanwezig en zeer variabel. Ze zijn 2–7 cm hoog en 1–2 mm dik. De kleur is grijsbruin of groenachtig grijs tot asgrijs, soms duidelijk zwart wordend aan de onderkant met de leeftijd. Ze zijn slank, cilindrisch, zonder longitudinale spleet, onvertakt of met gevorkte of gewei-achtige vertakkingen. Ze zijn meestal meer dan 10 maal zo lang dan dik. De toppen zijn meestal spits. De grondschubben zijn groen tot grijsgroen van kleur en soms voor een deel bruin gekleurd. De onderkant is wittig. Met een diameter van 1 cm zijn ze fors. De podetiën zijn fijn soredieus en de sorediën hebben gelijke kleur als het thallus.
Apotheciën komen zeldzaam voor. Indien aanwezig zitten ze aan de toppen van podetia en zijn chocoladebruin van kleur. Ze hebben een diameter van 0,4–0,8 mm. Puntvormige pycnidiën zijn soms aanwezig op de toppen en bruin tot zwart van kleur.
Het thallus heeft de volgende kenmerkende kleurreacties: C-, K-, KC-, Pd+ (rood), UV-.

### Microscopische kenmerken
In één ascus zitten acht sporen. De ascosporen zijn kleurloos, eencellige en hebben de afmetingen van 8–15 × 2–3,5 µm.

### Gelijkende taxa
Kronkelheidestaartje lijkt op bruin heidestaartje (Cladonia glauca) en vals kronkelheidestaartje (Cladonia rei), maar deze zijn Pd-. Bovendien is vals kronkelheidestaartje ook UV+ (wit).

## Ecologie
Kronkelheidestaartje komt voor op steen, hout of op de grond. Het korstmos leeft op oligotrofe, aan licht blootgestelde locaties. Het groeit op zure, zanderige tot leemachtige bodems in vegetatiehiaten. De soort komt vaak voor in heidevelden, bermen, taluds, zand- of grindgroeven. Het leeft in symbiose met de alg Trebouxioid.

## Verspreiding
Kronkelheidestaartje komt in heel Europa voor en is ook te vinden in Noord-Amerika. In Nederland komt het vrij algemeen voor.

## Naamgeving
De wetenschappelijke naam van de soort werd gepubliceerd door Carl Linnaeus in 1753 in Species plantarum. De soort werd in 1780 door Friedrich Heinrich Wiggers geplaatst in het geslacht Cladonia.